# Damian Szymański
Damian Dawid Szymański (Kraśnik, 16 giugno 1995) è un calciatore polacco, centrocampista del Legia Varsavia e della nazionale polacca.

## Caratteristiche tecniche
È un centrocampista centrale.

## Carriera

### Club
Cresciuto calcisticamente nelle giovanili del GKS Bełchatów, nella stagione 2013/2014 è stato inserito nella prima squadra e ha fatto il suo debutto nell'Ekstraklasa.
Nell'estate 2016 passa al Jagiellonia dove saltuariamente viene aggregato anche alla seconda squadra militante in III Liga. Nell'estate 2017 esordisce nei preliminari di Europa League, per poi passare al Wisła Płock dove rimane per un anno e mezzo. A gennaio 2019 passa al Achmat Groznyi dove trova la titolarità in diverse occasioni. La stagione successiva trova poco spazio e quindi a gennaio 2020 passa in prestito all'AEK Atene. Il luglio 2020 viene acquistato a titolo definitivo dall'AEK Atene per una cifra di 1,3 milioni. Dopo 5 anni da Atene, il 14 agosto 2025 torna in Polonia trasferendosi a titolo definitivo al Legia Varsavia.

### Nazionale
Ha esordito con la nazionale polacca il 7 settembre 2018 in occasione del match di Nations League pareggiato 1-1 contro l'Italia.
L'8 settembre 2021 realizza la sua prima rete con la selezione polacca fissando il punteggio sull'1-1 contro l'Inghilterra nel finale di gara.
Viene convocato per la fase finale del campionato del mondo 2022, dove subentra solo nell'ultima partita del girone.

## Statistiche

### Presenze e reti nei club
Statistiche aggiornate al 28 dicembre 2022.
| Stagione              | Squadra               | Campionato            | Campionato | Campionato | Coppe nazionali | Coppe nazionali | Coppe nazionali | Coppe continentali | Coppe continentali | Coppe continentali | Altre coppe | Altre coppe | Altre coppe | Totale | Totale |
| Stagione              | Squadra               | Comp                  | Pres       | Reti       | Comp            | Pres            | Reti            | Comp               | Pres               | Reti               |             |             |             | Pres   | Reti   |
| --------------------- | --------------------- | --------------------- | ---------- | ---------- | --------------- | --------------- | --------------- | ------------------ | ------------------ | ------------------ | ----------- | ----------- | ----------- | ------ | ------ |
| 2013-2014             | GKS Bełchatów         | EK                    | 19         | 2          | PP              | 1               | 0               |                    | -                  | -                  |             | -           | -           | 20     | 2      |
| 2014-2015             | GKS Bełchatów         | EK                    | 19         | 0          | PP              | 2               | 0               |                    | -                  | -                  |             | -           | -           | 21     | 0      |
| 2015-2016             | GKS Bełchatów         | 1L                    | 10         | 0          | PP              | 0               | 0               |                    | -                  | -                  |             | -           | -           | 10     | 0      |
| Totale GKS Bełchatów  | Totale GKS Bełchatów  | Totale GKS Bełchatów  | 58         | 2          |                 | 3               | 0               |                    | 0                  | 0                  |             | 0           | 0           | 61     | 2      |
| 2016-2017             | Jagiellonia           | EK                    | 15         | 1          | PP              | 1               | 0               |                    | -                  | -                  |             | -           | -           | 16     | 1      |
| 2016-2017             | Jagiellonia II        | 3L                    | 8          | 2          | PP              | 0               | 0               |                    | -                  | -                  |             | -           | -           | 8      | 2      |
| 2017-ago.2017         | Jagiellonia           | EK                    | 1          | 0          | PP              | 0               | 0               | EL                 | 2                  | 0                  |             |             |             | 3      | 0      |
| Totale Jagiellonia    | Totale Jagiellonia    | Totale Jagiellonia    | 16         | 1          |                 | 1               | 0               |                    | 2                  | 0                  |             | 0           | 0           | 27     | 3      |
| ago.2017-2018         | Wisła Płock           | EK                    | 29         | 4          | PP              | 0               | 0               |                    | -                  | -                  |             | -           | -           | 29     | 4      |
| 2018-gen.2019         | Wisła Płock           | EK                    | 20         | 2          | PP              | 3               | 2               |                    | -                  | -                  |             | -           | -           | 23     | 4      |
| Totale Wisla Plock    | Totale Wisla Plock    | Totale Wisla Plock    | 49         | 6          |                 | 3               | 2               |                    | 0                  | 0                  |             | 0           | 0           | 52     | 8      |
| gen.-giu.2019         | Achmat Groznyj        | PL                    | 9          | 0          | CR              | 0               | 0               |                    | -                  | -                  |             | -           | -           | 9      | 0      |
| 2019-gen.2020         | Achmat Groznyj        | PL                    | 4          | 0          | CR              | 0               | 0               |                    | -                  | -                  |             | -           | -           | 4      | 0      |
| Totale Achmat Groznyj | Totale Achmat Groznyj | Totale Achmat Groznyj | 13         | 0          |                 | 0               | 0               |                    | 0                  | 0                  |             | 0           | 0           | 13     | 0      |
| gen.-giu.2020         | AEK Atene             | SL                    | 7+9        | 0+1        | CG              | 5               | 0               | EL                 | -                  | -                  |             | -           | -           | 21     | 1      |
| 2020-2021             | AEK Atene             | SL                    | 11+10      | 3+0        | CG              | 6               | 1               | EL                 | 0                  | 0                  |             | -           | -           | 27     | 4      |
| 2021-2022             | AEK Atene             | SL                    | 24+8       | 1+1        | CG              | 3               | 0               | UECL               | 2                  | 0                  |             | -           | -           | 37     | 2      |
| 2022-2023             | AEK Atene             | SL                    | 13         | 1          | CG              | 1               | 0               |                    | -                  | -                  |             | -           | -           | 14     | 1      |
| Totale AEK Atene      | Totale AEK Atene      | Totale AEK Atene      | 55+27      | 5+2        |                 | 15              | 1               |                    | 2                  | 0                  |             | 0           | 0           | 99     | 8      |
| Totale carriera       | Totale carriera       | Totale carriera       | 226        | 18         |                 | 22              | 3               |                    | 4                  | 0                  |             | 0           | 0           | 252    | 21     |

### Cronologia presenze e reti in nazionale
| Cronologia completa delle presenze e delle reti in nazionale ― Polonia | Cronologia completa delle presenze e delle reti in nazionale ― Polonia | Cronologia completa delle presenze e delle reti in nazionale ― Polonia | Cronologia completa delle presenze e delle reti in nazionale ― Polonia | Cronologia completa delle presenze e delle reti in nazionale ― Polonia | Cronologia completa delle presenze e delle reti in nazionale ― Polonia | Cronologia completa delle presenze e delle reti in nazionale ― Polonia | Cronologia completa delle presenze e delle reti in nazionale ― Polonia |
| Data                                                                   | Città                                                                  | In casa                                                                | Risultato                                                              | Ospiti                                                                 | Competizione                                                           | Reti                                                                   | Note                                                                   |
| ---------------------------------------------------------------------- | ---------------------------------------------------------------------- | ---------------------------------------------------------------------- | ---------------------------------------------------------------------- | ---------------------------------------------------------------------- | ---------------------------------------------------------------------- | ---------------------------------------------------------------------- | ---------------------------------------------------------------------- |
| 7-9-2018                                                               | Bologna                                                                | Italia                                                                 | 1 – 1                                                                  | Polonia                                                                | UEFA Nations League 2018-2019                                          | -                                                                      | 56’                                                                    |
| 11-9-2018                                                              | Breslavia                                                              | Polonia                                                                | 1 – 1                                                                  | Irlanda                                                                | Amichevole                                                             | -                                                                      | 73’                                                                    |
| 14-10-2018                                                             | Chorzów                                                                | Polonia                                                                | 0 – 1                                                                  | Italia                                                                 | UEFA Nations League 2018-2019 - 1º turno                               | -                                                                      | 46’                                                                    |
| 20-11-2018                                                             | Guimarães                                                              | Portogallo                                                             | 1 – 1                                                                  | Polonia                                                                | UEFA Nations League 2018-2019 - 1º turno                               | -                                                                      | 90+5’                                                                  |
| 5-9-2021                                                               | Serravalle                                                             | San Marino                                                             | 1 – 7                                                                  | Polonia                                                                | Qual. Mondiali 2022                                                    | -                                                                      |                                                                        |
| 8-9-2021                                                               | Varsavia                                                               | Polonia                                                                | 1 – 1                                                                  | Inghilterra                                                            | Qual. Mondiali 2022                                                    | 1                                                                      | 68’ 90+3’                                                              |
| 12-11-2021                                                             | Andorra la Vella                                                       | Andorra                                                                | 1 – 4                                                                  | Polonia                                                                | Qual. Mondiali 2022                                                    | -                                                                      | 86’                                                                    |
| 8-6-2022                                                               | Bruxelles                                                              | Belgio                                                                 | 6 – 1                                                                  | Polonia                                                                | UEFA Nations League 2022-2023 - 1º turno                               | -                                                                      | 46’                                                                    |
| 16-11-2022                                                             | Varsavia                                                               | Polonia                                                                | 1 – 0                                                                  | Cile                                                                   | Amichevole                                                             | -                                                                      | 67’                                                                    |
| 30-11-2022                                                             | Doha                                                                   | Polonia                                                                | 0 – 2                                                                  | Argentina                                                              | Mondiali 2022 - 1º turno                                               | -                                                                      | 62’                                                                    |
| 24-3-2023                                                              | Praga                                                                  | Rep. Ceca                                                              | 3 – 1                                                                  | Polonia                                                                | Qual. Euro 2024                                                        | 1                                                                      | 77’                                                                    |
| 27-3-2023                                                              | Varsavia                                                               | Polonia                                                                | 1 – 0                                                                  | Albania                                                                | Qual. Euro 2024                                                        | -                                                                      | 78’                                                                    |
| 16-6-2023                                                              | Varsavia                                                               | Polonia                                                                | 1 – 0                                                                  | Germania                                                               | Amichevole                                                             | -                                                                      | 35’ 77’                                                                |
| 20-6-2023                                                              | Chișinău                                                               | Moldavia                                                               | 3 – 2                                                                  | Polonia                                                                | Qual. Euro 2024                                                        | -                                                                      | 83’                                                                    |
| 7-9-2023                                                               | Varsavia                                                               | Polonia                                                                | 2 – 0                                                                  | Fær Øer                                                                | Qual. Euro 2024                                                        | -                                                                      | 80’                                                                    |
| 17-11-2023                                                             | Varsavia                                                               | Polonia                                                                | 1 – 1                                                                  | Rep. Ceca                                                              | Qual. Euro 2024                                                        | -                                                                      | 74’                                                                    |
| 21-11-2023                                                             | Varsavia                                                               | Polonia                                                                | 2 – 0                                                                  | Lettonia                                                               | Amichevole                                                             | -                                                                      | 62’                                                                    |
| 10-6-2024                                                              | Varsavia                                                               | Polonia                                                                | 2 – 1                                                                  | Turchia                                                                | Amichevole                                                             | -                                                                      | 78’                                                                    |
| 16-6-2024                                                              | Amburgo                                                                | Polonia                                                                | 1 – 2                                                                  | Paesi Bassi                                                            | Euro 2024 - 1º turno                                                   | -                                                                      | 46’                                                                    |
| Totale                                                                 |                                                                        | Presenze                                                               | 19                                                                     |                                                                        | Reti                                                                   | 2                                                                      |                                                                        |

## Palmarès

### Club

#### Competizioni nazionali
- Campionato greco: 1

AEK Atene: 2022-2023
- Coppa di Grecia: 1

AEK Atene: 2022-2023